# Gašper Luka Götzl
Gašper Luka Götzl, slikar, * 14. januar 1782, Kranj, † 30. julij 1857.
Slikal je oltarne slike. Bil je iz  Layerjeve šole.